# Nadzikambia
Nadzikambia (Tilbury, Tolley and Branch, 2006) è un genere di sauri della famiglia Chamaeleonidae, diffuso in Africa orientale.

## Tassonomia
Comprende le seguenti specie:
- Nadzikambia baylissi Branch & Tolley, 2010
- Nadzikambia mlanjensis (Broadley, 1965)